# Polocrosse

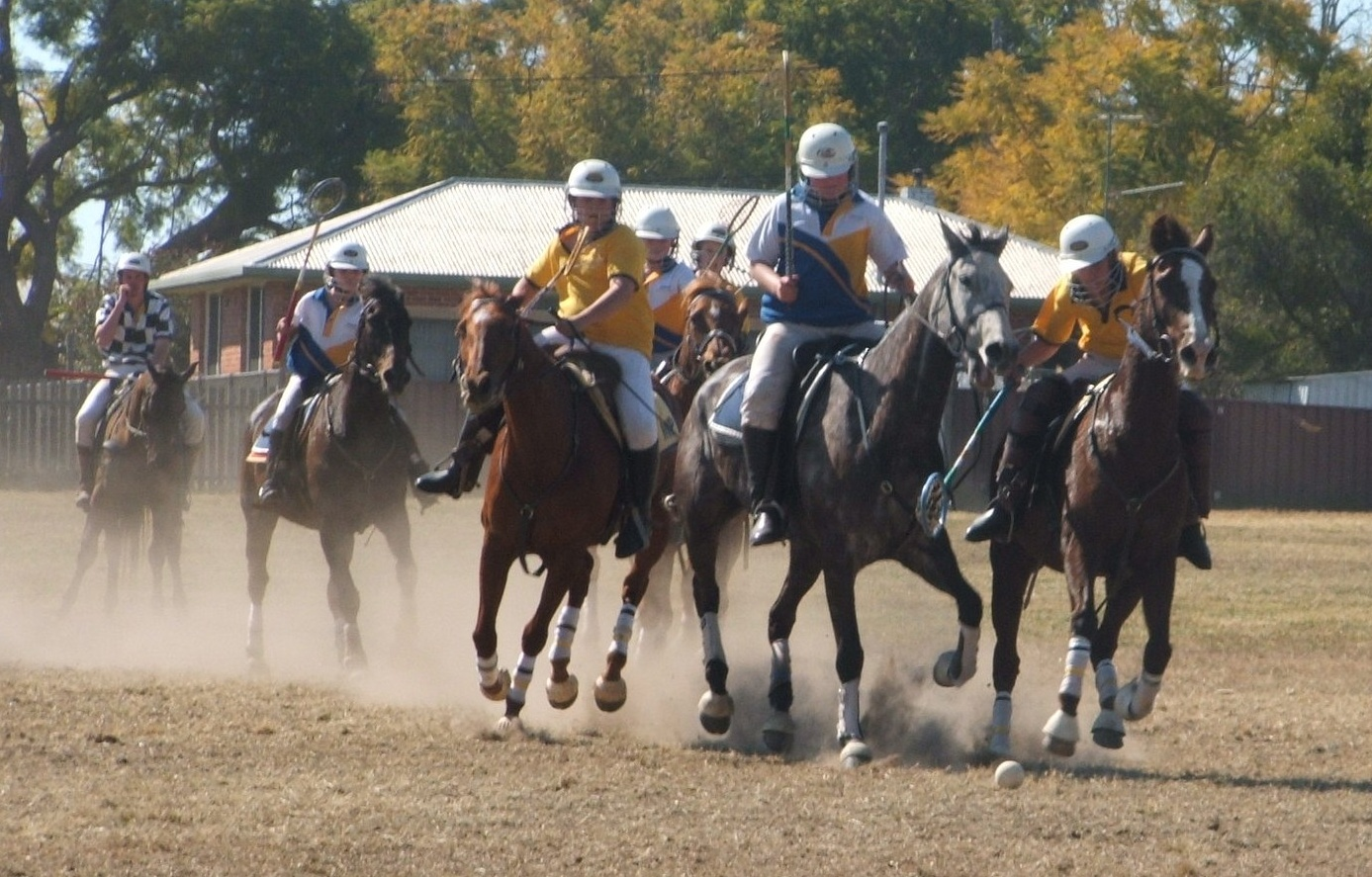
Gioco dell polocrosse nel Nuovo Galles del Sud, Australia - Foto - Andrew Muir No.1 Attack - Quirindi Club Final

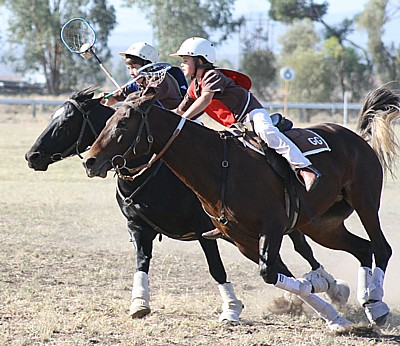
Giovani che giocano a polocrosse nel NSW, Australia

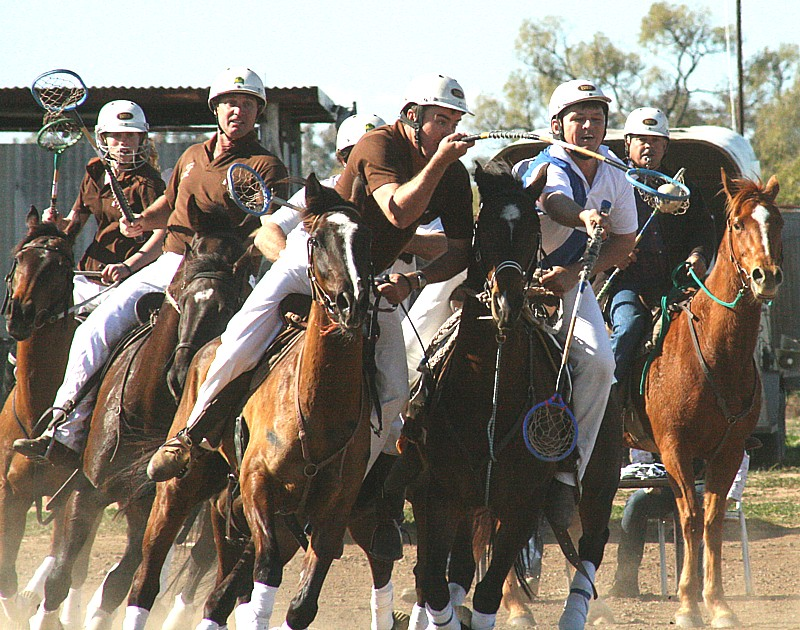
Gioco del polocrosse nel NSW, Australia

Il polocrosse è uno sport di squadra, che è stato ideato pensando a una combinazione tra polo e lacrosse. Si gioca all'aperto, su un campo (il campo da gioco), a cavallo. Ogni cavaliere o amazzone utilizza un bastone di canna o fibra di vetro a cui, ad un'estremità, è attaccata una testa di racchetta con una rete di fili, in cui viene trasportata la palla, come una mazza da lacrosse. La palla è fatta di gomma spugnosa ed è larga circa quattro pollici. L'obiettivo è quello di segnare gol lanciando la palla tra i pali della porta della squadra avversaria.
La Coppa del mondo di polocrosse si tiene ogni 4 anni. Il primo torneo, tenutosi nel 2003, vide l'Australia vincitori della competizione, per poi conquistare nuovamente il trofeo nel 2007. La Coppa del Mondo del 2011 si è svolta nel Regno Unito con il Sudafrica che è diventato campione del mondo e ha fatto ritorno in patria nel 2015. La Coppa del Mondo 2019, disputata in Australia, è stata vinta dalla squadra australiana.

## Regolamento
A differenza del polo, i giocatori possono montare un solo cavallo, tranne in caso di infortunio. Non ci sono restrizioni sull'altezza del cavallo, sebbene i cavalli da polocrosse siano generalmente più piccoli di 16hh. Durante le competizioni di polocrosse si possono vedere cavalli di tutte le razze e l'Australian Stock Horse è la razza più popolare in Australia. Gli stalloni non possono giocare.
Una squadra è composta da sei giocatori, divisi in due sezioni di tre che giocano ciascuna 2, 3 o 4 chukka da sei a otto minuti, a seconda delle regole del torneo, con le due sezioni di ciascuna squadra che si alternano dentro e fuori dal campo ogni chukka. Una partita comprende quattro, sei o otto chukka. I tre giocatori in ogni sezione giocano la posizione di un numero 1, attacco, un numero 2, centrocampo (una combinazione di difesa e attacco), o un numero 3, difesa.
La struttura della squadra è stata progettata per costringere i giocatori a passarsi la palla tra di loro, rendendolo uno sport più abile e più veloce.
Il campo è di 60 per 160 iarde (55 m × 146 m), con tre aree separate. Le aree segnate, su ciascuna estremità, sono lunghe 30 yard. Solo il n. 1 della squadra in attacco e il n. 3 della squadra in difesa possono giocare in queste aree.
L'area centrale è lunga 100 metri. La linea che separa l'area del goal da quella centrale è chiamata linea di rigore o linea delle trenta yard. I pali della porta sono a otto piedi di distanza. Per segnare, la palla deve essere lanciata da fuori un semicerchio di 11 yard davanti alla porta.
I giocatori possono raccogliere la palla da terra, prenderla con la racchetta e portarla avanti verso la porta avversaria o verso i propri compagni di squadra. La lanciano agli altri giocatori fino a quando il giocatore numero 1 non ha il possesso nell'area di goal. Un giocatore non può portare la palla oltre la linea di penalità, ma deve farla rimbalzare in modo da non averne il possesso mentre effettivamente attraversa la linea. Può anche essere passata a un altro giocatore oltre la linea.
Quando un giocatore è in possesso della palla, deve portarla sul lato del bastone, cioè i giocatori che si trovano sul lato destro del campo devono portarla sul fuorigioco del cavallo (se una persona ha il possesso della palla e attraversa la racchetta sopra la linea centrale del cavallo (la linea che va dalle orecchie del cavallo alla coda) è fallo). Un giocatore può, tuttavia, raccogliere o prendere la palla dal lato antiaderente a condizione che la riporti immediatamente dal lato del bastone.
Ogni chukka inizia con un allineamento in un punto centrale sulla linea di confine laterale nel campo centrale. I giocatori di ogni squadra si schierano in fila indiana, di fronte all'arbitro al limite del campo, con i n.1 davanti, seguiti dai 2 e poi dai 3. L'arbitro quindi lancia la palla tra i giocatori, tra la spalla e l'altezza della racchetta in modo che tutti i giocatori abbiano la possibilità di prendere la palla. Le squadre si schierano sempre sul lato difensivo l'una dell'altra.
Il gioco riprende in modo simile dopo che è stato segnato un goal, con la formazione che si svolge sul lato opposto del campo per ogni goal segnato. Ogni volta che un tentativo di goal fallisce (cioè un tiro sbagliato in porta), al n. 3 viene assegnato un tiro da 10 yard dalla linea delle 30 yard.
Il premio più comune assegnato in caso di penalità è un tiro da 10 yard. Il luogo in cui è avvenuto il fallo determina la posizione in campo in cui viene effettuato il tiro. A seconda della natura della penalità, il tiro delle 10 yard può essere effettuato nel punto in cui è avvenuta la penalità o può essere spostato lungo il campo fino alla successiva linea delle 30 yard a vantaggio della squadra che ha subito il fallo. Ad esempio, se la squadra che ha subito è in possesso di palla subisce un fallo, la penalità sarà molto probabilmente spostata lungo il campo per dare un vantaggio alla squadra che ha subito il fallo, tuttavia se la squadra che è in possesso di palla commette il fallo, la palla può essere semplicemente consegnata all'altra squadra nel punto in cui è avvenuto il fallo.
Non tutti i falli vengono puniti con un tiro da dieci yard. Falli particolarmente pericolosi (come colpire un altro giocatore alla testa o al casco con la racchetta) comportano l'assegnazione di un goal gratuito. Se un giocatore continua a commettere falli dopo essere stato ammonito dall'arbitro, commette un fallo particolarmente pericoloso o intenzionale, o si comporta generalmente in modo pericoloso, l'arbitro può decidere di espellere il giocatore dal campo.
Se entrambe le squadre sono responsabili di una penalità, o se la palla esce dal campo dopo essere stata deviata da un cavallo, il gioco riprende con un allineamento. Se la penalità si verifica quando la palla è in end zone, l'arbitro chiamerà una formazione dall'interno dell'area, tra l'attaccante 1 e il difensore 3. Se la penalità si verifica quando la palla è al centro del campo, il gioco riprende con un allineamento dalla linea laterale più vicina.
Inoltre non è consentito attraversare i pali della porta, quindi se il cavallo di un giocatore passa con tutte e 4 le gambe attraverso i pali, automaticamente la squadra avversaria avrà un goal gratuito.
I giocatori possono ottenere la palla dall'avversario colpendo il bastone di un avversario solo in una direzione verso l'alto, con lo swing che inizia da sotto i quarti dei cavalli quando lo swing è in avanti, o sotto il garrese dei cavalli quando lo swing è all'indietro. Questo viene fatto per spostare la palla o per impedire all'avversario di prenderne il possesso. Questo si chiama "dare legna". È consentito anche allontanarsi, ma attraversare, fermarsi sulla palla o dare una gomitata costituiscono tutti falli. Anche mettere un giocatore tra altri due costituisce un fallo.

## Storia
Il gioco moderno è stato sviluppato in Australia prima della seconda guerra mondiale . Nel 1938 il signore e la signora Edward Hirst di Sydney hanno letto un articolo su Polo Crosse in una rivista inglese di cavalli. Poiché entrambi erano appassionati di allevamento di cavalli e di sport equestri, quando arrivarono in Inghilterra decisero di approfondire l'argomento. All'arrivo, hanno visitato la National School of Equitation a Kingston Vale, vicino a Londra, luogo in cui i due istruttori avevano sviluppato un esercizio per integrare il lavoro della scuola di equitazione e aiutare i giovani cavallerizzi a prendersi più cura dei loro cavalli.
L'esercizio è stato svolto al chiuso con due corridori per lato e dei marcatori sul muro da cui la palla è rimbalzata in gioco. Gli obiettivi erano costituiti da due reti da basket allungate e appese a ciascuna estremità dell'arena. I bastoni erano vecchi bastoni da polo a cui era stata rimossa la mazza da polo e sostituita con una testa di racchetta da squash. Questo aveva una rete di corde poco profonda, che usavano per raccogliere la palla. L'idea era di raccogliere la palla, che era un po' più grande di una pallina da tennis, portarla alla fine dell'arena e farla cadere in rete per segnare il punto per la propria squadra.
Comprendendo le possibilità di questo esercizio come sport equestre all'aperto, la coppia è tornata in Australia con bastoni, palle e libri di regole, e hanno chiesto l'aiuto a Alf Pitty, un noto cavaliere e giocatore di polo.
Dopo molte ore di discussioni, esercitazioni, molte prove ed errori e con una costante revisione delle regole, finalmente è venuto fuori un gioco nuovo ed entusiasmante che utilizza un solo cavallo e può essere giocato da una persona di qualsiasi età. Hanno così deciso di chiamare questo nuovo gioco Polocrosse.
Dopo tutta la loro attenta progettazione, Pitty ha poi contribuito a dare la prima dimostrazione di polocrosse avvenuta all'Ingleburn Sports Ground vicino a Sydney nel 1939. L'interesse e l'entusiasmo erano così grandi che non passò molto tempo prima che tutti i membri del club si interessassero a praticare questo nuovo gioco. Poco tempo dopo, nel 1939, fu convocata una riunione a Ingleburn per formare il primo Polocrosse Club. In questa riunione fu stabilito il primo libro delle regole del gioco. Successivamente, in Australia, venne fondato il club di polocrosse Burradoo e attualmente è il club più longevo del Paese.
Nel 1962 Walcha  è diventata la prima squadra di club a vincere il trofeo Lennon ai campionati della Croce Rossa australiana a Maitland quando i quattro fratelli Goodwin, Paul, Maurice, Noel e Brian insieme a Bob Gill e John Nixon hanno giocato come la squadra n. 1 New England del Nord .
Il polocrosse ha iniziato a diffondersi in Sudafrica  nei primi anni '50. Il primo tour internazionale del Sudafrica fu nel 1968 della Rhodesia e seguito dagli australiani nel 1971. Nel 1978, il polocrosse è finalmente tornato nel Regno Unito, quando è stato presentato a due rami del Pony Club nel Surrey . Successivamente ha continuato ad essere giocato a livello di Pony Club, e la sua popolarità lentamente cresceva. L'arrivo nel Regno Unito, nei primi anni '80, di giocatori di polocrosse dallo Zimbabwe (ex Rhodesia) e dal Sudafrica, ha portato alla creazione di club di polocrosse al di fuori del Pony Club e nel 1985 è stata costituita la UK Polocrosse Association. Il Polocrosse è diventato un'attività ufficiale del Pony Club con un proprio campionato all'incirca nello stesso periodo. Il Polocrosse si gioca anche in Finlandia, Francia, Germania, Nuova Zelanda, Stati Uniti, Canada, Norvegia, Paesi Bassi, Papua Nuova Guinea, Indonesia, Uruguay, Vanuatu, Zimbabwe, Regno Unito, Zambia e Italia .

## Polocrosse in Irlanda
Nel 1990 il polocrosse arrivò in Irlanda. I fratelli David e Ivor Young hanno introdotto Polocrosse in Irlanda nel 1990 come ulteriore attrazione turistica per la loro attività residenziale di vacanze equestri nella contea di Wexford. David aveva appena letto un articolo su Polocrosse in una rivista equestre del Regno Unito. Interessati a saperne di più su questo entusiasmante gioco, i due fratelli hanno trovato e contattato un allenatore australiano (Bernie Uechtritz) all'Horetown House circa cinque settimane dopo. Nelle fasi iniziali, la partita veniva giocata solo all'Horetown House, nella contea di Wexford, ma non passò molto tempo prima che Brian McMahon di Rathcannon nella contea di Limerick venisse a conoscenza di questo nuovo gioco, e il Limerick Polocrosse Club fu il prossimo club a essere fondato. Da qui il polocrosse si espanse rapidamente in Irlanda, con molti altri club che sorsero in tutto il Paese, tra cui Tipperary (con sede a Clonmel, Co. Tipperary), Carrickmines (con sede a Dublino sud), Waterford (con sede a Tramore, Co. Waterford), Birr (con sede a Birr Co.Offaly) e tre nuove aggiunte recenti il Cork Club (con sede a Hop Island), Tyrella (con sede a Tyrella Co.Down) ed Equus (con sede a Dublino).